# توتینگ (حوزه انتخاباتی بریتانیا)
توتینگ (به انگلیسی: Tooting) یک حوزه انتخاباتی در شهر لندن است که از سال ۲۰۰۵ صادق خان، یکی از اعضای حزب کارگر به نمایندگی از آن در مجلس عوام بریتانیا حضور دارد. این حوزه انتخاباتی یکی از زیرمجموعه‌های واندزوورث در جنوب لندن است.